# 사카라 새

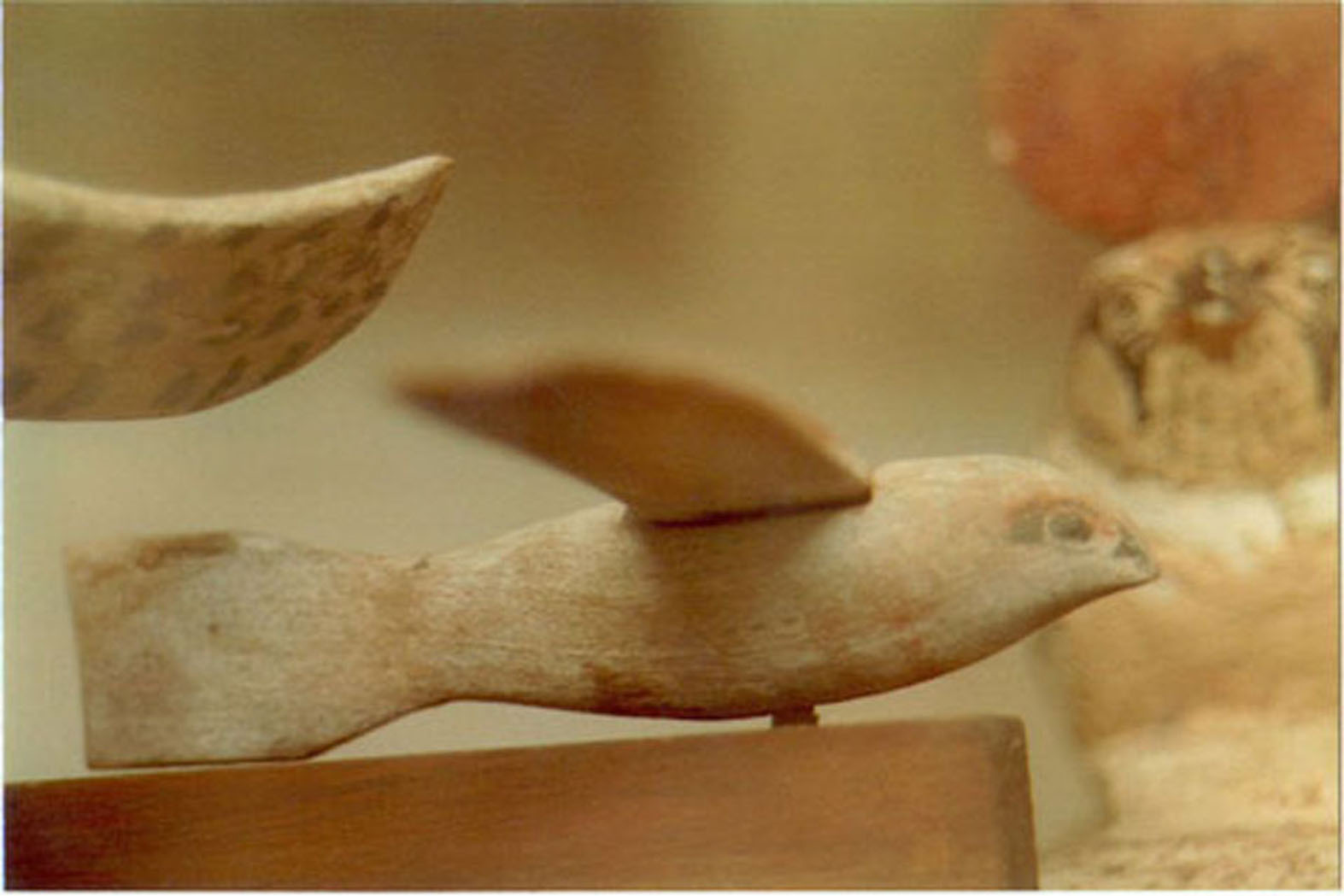
사카라 새

사카라 새 (Saqqara Bird)는 기원전 200년 전후의 프톨레마이오스 왕조 시대 (따라서, 시대 구분으로부터 말하면 '고대 이집트'는 아니다)의 무덤에서 발굴된, 15센치 정도의 목제품이다.
카릴 메시하 (Khalil Messiha)라는 의학박사가 이를 비행기라고 주장해, 같은 모형을 작성해 날렸는데, 상당한 거리를 활공 하는 것이 판명되었다고 한다. 경량의 무화과나무의 나무로 만들어져 있는 것부터, 모형을 소형 비행기의 크기로 확대해도 충분히 비행이 가능하다고도 한다. 이 때문에 오파츠라고 주장하는 사람도 있다.
하지만, 이 모형을 자유 비행형 모형 비행기 (프리 플라이트, 조종 기구를 가지지 않는다)로서 보았을 경우, 주 날개와 수직꼬리는 갖추고 있다고 말할 수 있지만, 수평꼬리에 상당하는 부분이 없기 때문에, 피치 안정이 지극히 불충분하고, 또 주 날개에는 상반각이 붙지 않기 때문에, 롤 안정성에도 부족하다. 따라서 이 모형이 활공 한다고는 생각할 수 없고, '같은 모형이 상당한 거리를 활공했다'라는 증언에는 의문이 있다. (모형 비행기의 균형과 안정에 대해서는 모리 테루무 1970 '모형 비행기' 전파 실험사의 제2장 참조).

## 같이 보기
- 오파츠